# Dean Phillips
Dean Benson Phillips (Saint Paul, 1969. január 20. –) amerikai üzletember és politikus, 2019 és 2025 között az Egyesült Államok képviselője Minnesota harmadik kongresszusi kerületéből, aminek része többek között Bloomington, Minnetonka, Edina, Maple Grove, Plymouth és Eden Prairie. A Demokrata Párt tagja. Politikai pályafutása előtt több cég tulajdonosa és alapítója is volt. A Phillips Distilling Company alkoholgyártó cég vezérigazgatója és elnöke, illetve a Penny’s Coffee résztulajdonosa. Korábban a Talenti jégkrémcéget is tulajdonolta.
2018-ban Phillips legyőzte Erik Paulsen republikánus képviselőt a választáson. A választókerület korábban biztosan republikánus volt, ő lett az első demokrata képviselője 1958 óta. Azóta többször is újraválasztották. Phillips egy mérsékelt, centrista demokrata. 124 millió dolláros vagyonával 2019-ben a Kongresszus egyik leggazdagabb tagja volt. 2023-ban bejelentette, hogy indul a demokrata jelölésért a 2024-es elnökválasztáson, kihívva a hivatalban lévő Joe Bident.